# Blákollur (kulle)
Blákollur är ett berg i republiken Island. Det ligger i regionen Suðurland, 110 km öster om huvudstaden Reykjavík. Toppen på Blákollur är 794 meter över havet.
Trakten runt Blákollur är nära nog obefolkad, med mindre än två invånare per kvadratkilometer. Det finns inga samhällen i närheten. Trakten runt Blákollur består i huvudsak av gräsmarker.